# Jean Bruyas
Jean Bruyas (Le Vésinet, 16 agosto 1917 – Suresnes, 29 gennaio 2001) è stato un giurista, storico e filosofo francese.
Professore all'Università Parigi I Panthéon Sorbonne. 

## Biografia
Dopo d'aver frequentato la scuola elementare “Institution des Chartreux” di Lione e l' “Ecole Saint Jean de Bethune” a Versailles, si iscrive alla “Ecole libre des sciences politiques” a Parigi, dove si diploma all'età di 21 anni (1938).
Nel 1941 consegue la “licence ès lettres” e nel 1947 si laurea in diritto, con una tesi dal titolo “Il regime legale dell'insegnamento in Inghilterra”, a cui viene assegnata dall'Università di Parigi – Facoltà di Diritto una medaglia d'argento ed il primo premio, nonché il premio “Adrien Duvant” da parte dell'”Institut de France”.
Il suo maggiore interesse va verso le grandi concezioni spirituali e filosofiche della storia dell'umanità e le istituzioni sociali e politiche dell'Africa Nera.
L'attenzione appassionata per le antiche civiltà lo porta a visitare, sin dalla giovane età, numerosi luoghi di cultura carichi di storia, non solo in Francia, Italia, Grecia, ma anche in Asia Minore, Vicino Oriente, Egitto.
Effettua poi diverse missioni professionali in Africa Nera, in Madagascar, nelle Isole Mascarene e perfino in Estremo Oriente, per assimilare la ricchezza e la diversità del mondo.
Storico attento nonché giurista, ha svolto un'intensa attività didattica, ricoprendo parallelamente alti e prestigiosi incarichi in organismi internazionali. 
In rapida sintesi:
- 1944 – 1950: Insegna alla Facoltà Libera di Diritto di Angers;
- 1948 – 1951: Iscritto all'Ordine degli Avvocati di Angers;
- 1950 – 1952: Insegna alla Facoltà di Diritto di Caen;
- 1953 – 1959: Insegna alla Scuola Superiore di Diritto di Dakar, divenuta poi (nel 1957) Facoltà di Diritto dell'Università del Senegal;
- 1959 – 1965: Consigliere giuridico della Commissione delle Comunità Europee a Bruxelles, divenute poi Unione Europea;
- 1959 – 1972: Tiene due brevi corsi annuali alla Facoltà di Diritto di Dakar sulle seguenti materie: etnologia istituzionale dell'Africa Nera; storia delle strutture politiche e sociali dell'Africa Nera prima della colonizzazione; assistenza mondiale allo sviluppo; diritto internazionale dello sviluppo; diritto pubblico comparato dei paesi d'Africa ;
- 1965 – 1973: Direttore aggiunto della Associazione Europea per la Cooperazione a Bruxelles;
- 1973: Professore Onorario all'Università di Parigi I Panthéon-Sorbonne, ove tiene corsi di etno-sociologia su “Le grandi culture tradizionali nei paesi meno sviluppati”;
- 1984: Discute una tesi per il “Doctorat ès lettres” presso l'Università Parigi IV Sorbonne, dal titolo “Calendario storico e computo astronomico” (811 pagine), che merita la menzione “très honorable” della Commissione esaminatrice.

L'immenso lavoro di ricerca per la stesura della suddetta tesi lo porta a concepire la sua opera principale “L'Effimero e l'Eterno – La sovrana regolarità dei ritmi nella Storia Universale”, in cui passa in rassegna cinque millenni della “nostra” storia, con approfondimenti storici e filosofici e con la dimostrazione di sorprendenti parallelismi tra le grandi civilizzazioni dell'umanità, peraltro con un linguaggio semplice e certamente non accademico, per raggiungere – questo era il suo obiettivo – il grande pubblico.
Purtroppo, un triste destino gli ha negato la soddisfazione di vedere realizzato il suo sogno, ma fortunatamente ci resta il suo ultimo “insegnamento”: per il nostro presente e soprattutto per l'avvenire dell'umanità!